# Cheba
La cheba era un particolare tipo di tortura utilizzato nella Repubblica di Venezia.
Il termine indica una generica gabbia per animali secondo fonti tratte dalla lingua veneta.

## Storia
Ideata per punire gli ecclesiastici colpevoli di sodomia, omicidio, falso e bestemmia. Il termine proviene dal dialetto veneziano, in lingua italiana significa gabbia. Fu abolita alla fine del XV secolo.

## Procedimento
Il condannato, dopo essere stato sottoposto alla gogna in Piazza San Marco con corona di carta sopra la testa, veniva rinchiuso in una gabbia sospesa di legno; durante il periodo della pena poteva nutrirsi tramite una cordicella con cui riusciva a trascinare pane e acqua da bere. La durata della punizione variava a seconda delle colpe.
Si racconta della condanna inflitta il 24 dicembre 1391 a Jacopo Tanto, parroco della chiesa di san Maurizio, che aveva ucciso un altro prete; in quell'occasione la pena fu a vita.